# Oscar Rapin (Mediziner)
Oscar Rapin (* 4. August 1847 in Granges-près-Marnand; † 21. Dezember 1902 in Lausanne) war ein Schweizer Mediziner. 

## Leben
Der Sohn eines Notars studierte Medizin an den Universitäten Bern, Lyon und Tübingen und promovierte 1873 bei August Breisky in Bern. Er war in Geburtshilfe ausgebildet und liess sich 1874 in Lausanne nieder, wo er das Frauenspital Montmeillan leitete, aus dem 1883 das kantonale Frauenspital hervorging. Von 1890 bis 1902 war Rapin ausserordentlicher Professor für Geburtshilfe an der Universität Lausanne und von 1900 bis 1902 Dekan der Medizinischen Fakultät ebendort.

## Schriften
- Étude de l’engagement latéral de la tête à l’entrée du bassin partiellement rétréci: Dissertation inaugurale présentée à la Faculté de médecine de Berne et agréée par la Faculté sur le rapport de M. le prof. Breisky. Corbaz, Lausanne 1874 (Dissertation, Universität Bern, 1873).
- Manuel d’accouchement à l’usage des sages-femmes. Extrait du cours donné à Lausanne. Sack, Lausanne 1903.